# Distretto di La Capilla
Il distretto di La Capilla è uno degli undici distretti della provincia di General Sánchez Cerro, in Perù. Si trova nella regione di Moquegua e si estende su una superficie di 776,04 chilometri quadrati.
Istituito il 30 settembre 1942, ha per capitale la città di La Capilla.